# Çiftlik, Tut
Çiftlik là một xã thuộc huyện Tut, tỉnh Adıyaman, Thổ Nhĩ Kỳ. Dân số thời điểm năm 2011 là 270 người.